# Haus kommun
Haus kommun (norska: Haus kommune) var en kommun i Hordaland fylke i västra Norge. Tätorten Haus (Hausvik) på ön Osterøy utgjorde kommunens centralort.

## Administrativ historik
Haus kommun upprättades den 1 januari 1838 (som Hougs formannskapsdistrikt) när Formannskapslovene från 1837 trädde i kraft. Kommunen omfattade då den södra delen av nuvarande Osterøy kommun, den västra delen av nuvarande Vaksdals kommun samt den nordöstra delen av nuvarande Bergens kommun.
Den 1 januari 1870 bröts Bruviks kommun ut ur kommunen som då minskade från 6 291 invånare före delningen till 4 229 invånare efter. Den återstående delen omfattade den sydvästra delen av nuvarande Osterøy kommun (Gjerstads och Haus socknar) samt den nordöstra delen av nuvarande Bergens kommun (Arna och Ytre Arna socknar).
Den 1 januari 1964 upplöstes kommunen och delades. Området på ön Osterøy (med 2 327 invånare) fördes, tillsammans med delar av kommunerna Bruvik, Hamre och Hosanger, till den då nybildade Osterøy kommun, medan området söder om Sørfjorden bytte namn och blev till den då nybildade Arna kommun.